# Mauricio & Palo de Agua
Mauricio & Palo de Agua es una agrupación musical colombiana que con la calidad de sus mezclas musicales, que reúne sonidos locales y modernos, ha cautivado a varias generaciones desde 2001. Fue creada por su vocalista, Mauricio Rodríguez, quien reunió a varios profesionales de gran trayectoria musical, en torno de una familia bautizada como Palo de Agua. Mauricio & Palo de Agua ha sido reconocido como uno de los exponentes más representativos de la música latina, por lo que ha sido merecedor de varios premios nacionales e internacionales, como las dos nominaciones a los Premios Grammy Latinos 2004 y 2009, y el Premio Sigla de Oro en Milán (Italia). En su recorrido por cerca de 28 países del mundo, la agrupación se ha consolidado como un embajador de la música colombiana y se perfila como uno de los grupos más importantes de la historia musical de su país.
A mediados de 2013, la banda regresó renovada a la escena musical presentando su nuevo sencillo «Baila para mí», que se ubicó rápidamente en los sentidos de los amantes de la música tropical. Una canción rumbera, llena de buena energía y mucha alegría. El video de «Baila para mí» fue grabado en diferentes lugares de Colombia y del mundo, haciendo referencia a la internacionalización que todo el grupo Mauricio & Palo de Agua ha logrado en estos años de carrera.
A comienzos de 2014, la banda lanza al mundo el segundo sencillo titulado Si ella no está, la cual muestra un sonido musical nuevo, que fusiona la balada pop, sonidos electrónicos modernos y armonías vocales, con percusiones que le dan cadencia y ritmo; el djembe, la tambora, el maracón juegan un gran papel en esta nueva propuesta que evidencia la versatilidad del artista que propone una apertura en su repertorio musical.

## Historia

### Formación
En el año 2001 en Bogotá se reúnen Mauricio Rodríguez y el maestro Jorge Gutiérrez, quienes deciden juntar la creatividad y el talento innato del primero con la experiencia y maestría del segundo, para formar una banda musical que fusione diferentes ritmos tropicales latinoamericanos, en busca de una destacada identidad. Es así como en la construcción de este sueño se van convocando a los futuros integrantes de la banda, quienes con profesionalismo y dedicación se sumaron a este proyecto musical, para que con cada una de sus raíces aportar una calidad sonora inigualable, que los identificará en los años venideros.

### Primeros años
En el año 2003, comienza la expansión de la banda, firmando un contrato con la disquera EMI. Su primer sencillo, «Niña», de su primer trabajo discográfico Un canto caribeño, fue lanzado a finales de 2003, cuando obtuvo récord de permanencia en primer lugar (trece semanas) en las principales emisoras de su país. La producción del disco contó con el aporte en ingeniería de sonido de Mauricio Cano, ganador del Grammy Latino en el año 2001. Gracias a su calidad musical e inspiración la canción «Niña» fue la que catapultó a la banda a diferentes países como Ecuador, Perú, Venezuela, Panamá, Honduras, Costa Rica y España. Por las ventas de este disco Mauricio & Palo de Agua obtuvo doble disco de platino, varios premios nacionales e internacionales (entre los que sobresale Canción del año) así como importantes nominaciones en distintas plazas.

### Grammy Latino 2004
A mediados de 2004, Colombia recibe la noticia de que tres artistas nacionales fueron nominados a los Premios Grammy Latinos: Soraya (cantautora), Superlitio y Mauricio & Palo de Agua, este último en la categoría de Mejor Nuevo Artista. Con tan solo unos meses de haber lanzado su primera producción musical, la banda se preparó para viajar a Los Ángeles para asistir a la ceremonia más importante de la música latina. En dicha ocasión, fueron invitados a presentarse en vivo en el After Party Oficial Grammy Awards 2004, donde fueron destacados por su nueva propuesta, que fusionaba la cumbia, el calipso, el reggae, el son, el pop y otros ritmos caribeños y africanos.

### Consolidación
Luego de su exitoso comienzo, la banda se propone lograr la consolidación en el ámbito internacional concretando múltiples conciertos en escenarios nacionales e internacionales, exhibiendo su música en los Estados Unidos, España, Italia, Suiza, Alemania, Holanda, Inglaterra, Polonia, Argentina, Perú, Ecuador, Venezuela, Puerto Rico y Panamá. Asimismo, gracias a su creciente reconocimiento, su influencia sentó las bases para que nuevos músicos locales crearan una corriente musical en Colombia, lo cual llevó a la banda no solo a ser reconocida como pionera sino a ubicarse en los primeros lugares con cada canción lanzada. En 2006, Mauricio & Palo de Agua brindó al público su segunda producción musical, titulada Contigo, de la que se destacaron los éxitos Un café, Me cansé y Dame tu amor. Esta última logró posicionarse en primer lugar en varias de las emisoras locales y extranjeras, por lo cual fue invitado a compartir diferentes escenarios con artistas internacionales de la talla de Juan Luis Guerra, Marc Anthony y Gian Marco, entre los más ovacionados.
En varias de las cinco giras que la agrupación ha venido realizando por Europa, participaron en el Festival Latinoamericano organizado en Milán, Italia, el cual reúne a muchos de los artistas latinos más importantes del momento, por lo que es considerado el festival más grande de la música latina en el mundo. En su edición de 2007 Mauricio & Palo de Agua recibió el codiciado premio Sigla de Oro por «Latinoamericando», la cual fue elegida como la canción del festival. Este sencillo (compuesto por Mauricio Rodríguez) fue elegido entre 120 canciones de artistas reconocidos de toda América Latina, convirtiéndose así en el himno oficial del Festival durante todo un año, siendo la encargada de abrir y cerrar el prestigioso certamen hasta el día de hoy.
Para su tercera producción Jorge Gutiérrez (productor musical en ese entonces de la banda y bajista de la misma), Mauricio Rodríguez y Claudia Mosquera, crean su propia disquera llamada Palo Music Records. Seguidamente se concreta la firma de un contrato para el mundo entero (a excepción de Colombia), con la casa disquera Sony Music Latin y en búsqueda de sonidos cautivadores, la agrupación viaja a Miami en 2009 donde, con la producción Juan Vicente Zambrano, logran reunir varias influencias musicales de la banda y la producción. Con «Esa Muchachita», el primer sencillo del disco V&ernes, la banda vuelve a estar nominada en los Premios Grammy Latinos, en la categoría de Mejor Canción Tropical, ya que este trabajo resaltaba por su exquisita fusión del reggae, el rap, el son y el vallenato, propuesta que continúa logrando importantes reconocimientos. Fue número uno en las principales emisoras latinas, y este éxito llevó a la banda de gira a cerca de 28 países en América y Europa. De esta producción musical también surgieron éxitos radiales como «Tú te lo perdiste» y «Viernes». Una canción que ha tenido mucho impacto por su composición es «Será», la cual fue un llamado a la paz de tres países hermanos: Colombia, Ecuador y Venezuela, quienes atravesaban por un período de tensión política en el año 2009.

### Grammy Latino 2009
Para la edición de 2009, la canción «Esa Muchachita» obtuvo la nominación a los Premios Grammy Latinos como Mejor Canción Tropical, lo cual ha sido considerado como el reconocimiento de la transformación y de la madurez que el grupo ha ido obteniendo y de sus ganas de ir a la vanguardia de sonidos renovados y nuevas formas de hacer música de calidad. También, esta nominación le dio a la banda el posicionamiento internacional perseguido con cada trabajo.

### Actualidad
Actualmente Mauricio & Palo de Agua se encuentra trabajando en su cuarta producción musical, la cual, sin lugar a dudas, dará un giro a la carrera de la agrupación para consolidarla como el gran artista internacional que es. La madurez musical y la experiencia alcanzada por Mauricio Rodríguez, junto con un nuevo productor musical, será la fórmula que llevará canciones de la mejor calidad a los oídos de los amantes de la música tropical. El primer sencillo de este nuevo disco, es titulado «Baila para mí», donde, bajo la impecable producción de Bernardo Ossa, Mauricio Rodríguez y la banda Palo de Agua, regresó a la escena musical tanto en Colombia como en todos los países donde la banda es afamada. Su segundo sencillo fue lanzado a mediados de marzo de 2014, bajo el nombre de «Si ella no está», canción que muestra un sonido musical nuevo, que fusiona la balada pop, sonidos electrónicos modernos y armonías vocales, con percusiones que le dan cadencia y ritmo; el djembe, la tambora, el maracón juegan un gran papel en esta nueva propuesta que evidencia la versatilidad del artista que propone una apertura en su repertorio musical. De la mano de su mánager, Mauricio & Palo de Agua comienza a trabajar en lo que más les gusta: hacer música para que las personas las disfruten, bailen, dediquen y gocen.
A finales de 2014, la banda sorprendió a todos sus fanáticos con una versión moderna de la canción colombiana «La suavecita», la cual contó con la participación Jorge Gutiérrez, quien hacía parte de Mauricio & Palo de Agua y de la agrupación Manduco, famosos precisamente por esta canción.
La industria espera el lanzamiento del disco La vida gira en 2016.

## Compromiso social
Gracias al éxito que cosechó con sus canciones, en 2008 Mauricio Rodríguez se convirtió en el embajador de la Fundación Operación Sonrisa Colombia y fue líder en la campaña nacional Colombia es Pasión. También ha trabajado y obtenido reconocimiento por parte de la Organización de las Naciones Unidas (ONU).
Su buena imagen, su excelente trabajo como compositor, y su dedicada pasión le ha permitido a la banda trabajar de la mano con el Gobierno colombiano en la campaña De Cero a Siempre, y con el Instituto Colombiano de Bienestar Familiar (ICBF). Además, Mauricio Rodríguez ha sido condecorado por el Ministerio de Defensa de Colombia y el Ejército Nacional de Colombia gracias a sus labores humanitarias. Realizó conciertos en San Vicente del Caguán, Santander de Quilichao, Cartagena del Chairá, y zonas de conflicto armado colombiano, los cuales han recibido a Mauricio & Palo de Agua como un llamado por la paz, la desmovilización de los actores al margen de la ley, en especial de los jóvenes y niños.
En 2014, el artista realizó un concierto especial en la frontera entre Colombia y Ecuador, con la presencia de ambos presidentes, donde sorprendió con la interpretación de la canción «Será», la cual clama por la unión de países hermanos por medio de la música.

## Premios y nominaciones
| Premio                                 | Año  | Categoría                                  | Persona                        | Resultado |
| -------------------------------------- | ---- | ------------------------------------------ | ------------------------------ | --------- |
| Premios Grammy Latinos                 | 2004 | Mejor Nuevo Artista                        | Mauricio & Palo de Agua        | Nominado  |
| Premios Grammy Latinos                 | 2004 | Premios Grammy Latinos, 2004               | Mauricio & Palo de Agua        | Nominado  |
| Premios Grammy Latinos                 | 2009 | Mejor Canción Tropical                     | Esa Muchachita                 | Nominado  |
| Premios SHOCK                          | —    | Mejor canción del año                      | Niña Dame tu amor              | Ganador   |
| Premios SHOCK                          | —    | Mejor álbum del año                        | Un canto caribeño              |           |
| Premios SHOCK                          | —    | Mejor álbum radio                          | Contigo                        |           |
| Premios SHOCK                          | —    | Mejor video                                | Darte un beso y Canto caribeño |           |
| Premios SHOCK                          | 2009 | Mejor canción radio                        | Esa Muchachita                 |           |
| Premios SHOCK                          | 2009 | Mejor álbum del año                        | Viernes                        |           |
| Premios SHOCK                          | 2009 | Mejor artista del año                      | Mauricio & Palo de Agua        |           |
| Premios SHOCK                          | 2013 | Mejor solista masculino                    | Mauricio & Palo de Agua        | Nominado  |
| Premios Nuestra Tierra                 | —    | Mejor artista nacional                     | Mauricio & Palo de Agua        |           |
| Premios Nuestra Tierra                 | —    | Artista con mayor proyección internacional | Mauricio & Palo de Agua        |           |
| Premios Nuestra Tierra                 | 2010 | Mejor página web                           | mauricioypalodeagua.co         |           |
| Premios Nuestra Tierra                 | —    | Mejor canción                              | Tú te lo perdiste              |           |
| Premios Nuestra Tierra                 | —    | Mejor artista tropical pop                 | Mauricio & Palo de Agua        |           |
| Festival Latinoamericano Milán, Italia | 2007 | Premio Sigla De Oro                        | Mauricio & Palo de Agua        | Ganador   |
| Premios 40 Principales España          | 2009 | Mejor canción del año                      | Esa Muchachita                 | Nominado  |

## Discografía

### Un canto caribeño (2004)
| N.º | Título                      | Duración |  |
| 1.  | «Niña»                      |          |  |
| 2.  | «Yo quiero estar»           |          |  |
| 3.  | «Canto Caribeño»            |          |  |
| 4.  | «Por aquí, por allá»        |          |  |
| 5.  | «Solo a ti»                 |          |  |
| 6.  | «Cumbia mía»                |          |  |
| 7.  | «Tierra de ilusiones»       |          |  |
| 8.  | «Es ella»                   |          |  |
| 9.  | «Quiero volver a mi pueblo» |          |  |
| 10. | «Darte un beso»             |          |  |

### Contigo (2006)
| N.º | Título                          | Duración |  |
| 1.  | «Dame tu amor»                  |          |  |
| 2.  | «Contigo»                       |          |  |
| 3.  | «Perdóname»                     |          |  |
| 4.  | «Solo tengo»                    |          |  |
| 5.  | «Un café»                       |          |  |
| 6.  | «Que la pueda olvidar»          |          |  |
| 7.  | «Ahora le quiero cantar»        |          |  |
| 8.  | «Tu ventana»                    |          |  |
| 9.  | «Me cansé»                      |          |  |
| 10. | «Eres tú»                       |          |  |
| 11. | «María del Mar»                 |          |  |
| 12. | «Esa Tierra»                    |          |  |
| 13. | «Tu ventana» (Versión Acústico) |          |  |

### V&ernes (2009)
| N.º | Título                             | Duración |  |
| 1.  | «Viernes»                          |          |  |
| 2.  | «Tú te lo perdiste»                |          |  |
| 3.  | «Quisiera»                         |          |  |
| 4.  | «Por si no te vuelvo a ver»        |          |  |
| 5.  | «Esa Muchachita»                   |          |  |
| 6.  | «La noche»                         |          |  |
| 7.  | «Será»                             |          |  |
| 8.  | «Corazón»                          |          |  |
| 9.  | «Te voy a amar»                    |          |  |
| 10. | «Esa Muchachita» (Pop)             |          |  |
| 11. | «Esa Muchachita» (English version) |          |  |